# Roncà
Roncà és un comune (municipi) de la província de Verona, a la regió italiana del Vèneto, situat a uns 80 quilòmetres a l'oest de Venècia i a uns 25 quilòmetres a l'est de Verona.
A 1 de gener de 2020 la seva població era de 3.772 habitants.
Roncà limita amb els següents municipis: Arzignano, Chiampo, Gambellara, Montebello Vicentino, Montecchia di Crosara, Montorso Vicentino i San Giovanni Ilarione.